# Penis der Vögel

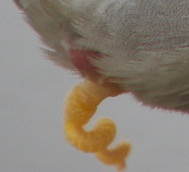
Penis einer Stockente

Der Penis der Vögel ist eine Analogie zum Penis der Säugetiere und wie bei diesen das männliche Begattungsorgan. Der Vogelpenis unterscheidet sich im Aufbau und im Mechanismus der Erektion jedoch deutlich vom Penis der Säugetiere.

## Anatomie
Bei Vögeln unterscheidet man zwei Grundformen:
- Penis protrudens (ausstülpbarer Penis)
- Penis non-protrudens (nicht-ausstülpbarer Penis)

Beim Penis protrudens (z. B. Entenvögel, Laufvögel, Steißhühner) findet sich ein echtes Begattungsorgan in der Kloake, das bei der Erektion nach außen gestülpt wird. Der größte Penis wurde bei einem Erpel der Bindenruderente gemessen, dessen Penis im ausgerollten Zustand 42,5 cm lang war.
Die Mehrzahl der Vögel hat einen Penis non-protrudens, der nur in Form kleiner erigierbarer Höckerchen und Falten in der Kloake ausgebildet ist. Sie bilden bei der Erektion eine Rinne für die Samenflüssigkeit. Die Kloake wird dabei etwas ausgestülpt und an die des Weibchens gepresst.
Unabhängig vom Penistyp erfolgt die Erektion bei Vögeln nicht über Blutfüllung, sondern über Lymphe. Sie wird von einer gefäßreichen Bildung in der Kloakenwand (Lymphobulbus phalli) produziert.

### Fallbeispiel Entenvögel
Ein gut dokumentiertes Beispiel für eine sexuelle Selektion wurde im Mai 2007 von einer US-amerikanisch/britischen Forschergruppe publiziert. In dieser Studie wurden die Genitalien diverser Arten aus der Familie der Entenvögel vergleichend untersucht. Im Unterschied zu den meisten anderen Vögeln, deren Männchen keinerlei äußere Geschlechtsorgane besitzen, haben viele männliche Entenvögel ein dem Penis der Säugetiere analoges Geschlechtsorgan entwickelt; bei der Bindenruderente kann es beispielsweise 20 bis 40 cm lang sein.
Die Arbeitsgruppe untersuchte bei 16 Arten den Bau dieser äußeren Geschlechtsorgane der männlichen sowie der inneren Geschlechtsorgane der weiblichen Enten und stellte fest, dass die Anatomie der weiblichen Geschlechtsorgane jeweils so gestaltet ist, dass sie das Eindringen des Penis ohne Kooperation der weiblichen Ente erschwert. So haben beispielsweise männliche Stockenten einen relativ langen, spiralig gewundenen Penis. Die Vagina der weiblichen Stockenten ist gleichfalls spiralig gewunden, allerdings in genau gegenläufiger Weise wie der Penis der Männchen.
Die Individuen einer der kleinsten Enten, der Maskenruderente (Oxyura dominica), weisen sowohl die längste Vagina als auch einen der längsten Penisse auf. Die Weibchen anderer Arten haben zusätzlich zu ihrem Vaginalgang bis zu acht weitere, blind endende „Sackgassen“ in ihrem Genitaltrakt entwickelt: beutelartige Strukturen, in denen abgesonderte Spermien keine Eizellen befruchten können. Solche Spezialanpassungen wurden den Forschern zufolge nur bei Arten gefunden, bei denen erzwungene Begattungen (im Original: „forced sex“) durch fremde Männchen beobachtet werden können. Bei allen anderen Arten, deren Männchen ebenfalls einen Penis besitzen, hatten die Weibchen einfacher gebaute Genitalien.
Die Forscher schlossen aus ihren Beobachtungen, dass die anatomischen Merkmale der Geschlechtsorgane die Folge einer intersexuellen Selektion seien und sich parallel zur Ausprägung des männlichen Balzverhaltens entwickelt haben.

## Erkrankungen
Durch Infektionen (unter anderen mit Kryptosporidien und Mykoplasmen) und bei Hypersexualität kann es zu einem Vorfall (Prolaps) des Penis kommen. Bei einem infektiös bedingten Vorfall kann eine Reposition durch abschwellende und antibiotische Salben versucht werden. Ist der Penis bereits nekrotisch oder liegt eine ausgeprägte Hypersexualität vor, ist die Amputation empfehlenswert.